# Gölova
Gölova ist eine Stadt und Hauptort des gleichnamigen Landkreises (İlçe) in der Provinz Sivas.

## Geografie
Gölova liegt etwa 40 km (luftlinie) in ostnordöstlicher Richtung von der Provinzhauptstadt Sivas (170 Straßenkilometer), nördlich der Fernstraße D100 (E 80) und eines Stausees (Gölova Barajı – 4,85 km²). Der Ort wurde 1972 zu einer Gemeinde (Belediye) erhoben.
Der Landkreis ist der östlichste Kreis der Provinz Sivas und grenzt an den Kreis Akıncılar im Westen. Im Norden bildet die Provinz Giresun die Grenze, im Süden und Osten die Provinz Erzincan.

## Geschichte
Der Kreis wurde 1990 ebenso wie der Kreis Akıncılar vom östlichen Teil des Kreises Suşehri abgespalten (Gesetz Nr. 3644). Bis dahin war der Bucak Gölova ein Teil dieses Kreises und hatte bei der letzten Volkszählung vor der Gebietsänderung (1985) 7.857 Einwohner, das entspricht 12,81 % der damaligen Bevölkerung des Kreises Suşehri (61.314 Einw.). Zur ersten Volkszählung nach der Eigenständigkeit des Kreises (1990) betrug die Einwohnerschaft 6.699 (die 29 Dörfer: 4.145 und die Kreisstadt: 2.554).

## Verwaltung
Ende 2020 bestand der Landkreis Gölova neben der Kreisstadt aus 29 Dörfern (Köy) mit durchschnittlich 78 Bewohnern. Die Skala der Einwohnerzahlen reichte von 258 (Karayakup) herunter bis auf 13 (Gözüküçük), wobei elf Dörfer mehr Einwohner als der Durchschnitt (78) hatten. Die Bevölkerungsdichte lag etwas über dem halben Provinzwert (von 22,6 Einw. je km²), der urbane Bevölkerungsanteil betrug 35,25 Prozent.